# Saping
Saping (nep. सापिङ) – gaun wikas samiti w środkowej części Nepalu w strefie Bagmati w dystrykcie Kavrepalanchok. Według nepalskiego spisu powszechnego z 2001 roku liczył on 777 gospodarstw domowych i 3956 mieszkańców (2079 kobiet i 1877 mężczyzn).